# Eleonora Dominici
Eleonora Dominici (Palestrina, 22 febbraio 1996) è una marciatrice italiana.

## Biografia
Già capace di buoni risultati a livello nazionale e internazionale nelle categorie giovanili (tra cui due titoli nazionali nei 10 000 metri marcia e 3000 metri marcia indoor, rispettivamente nelle categorie under 18 e under 23), a livello assoluto ha conquistato il titolo italiano nella 20 km di marcia nel 2019, segnando l'allora nona miglior prestazione italiana di sempre e qualificandosi per i Giochi olimpici di Tokyo, programmati per il 2020, ma rinviati al 2021 a causa della pandemia di COVID-19.

## Progressione

### Marcia 5000 metri
| Stagione | Tempo     | Luogo             | Data      | Rank. Mond. |
| -------- | --------- | ----------------- | --------- | ----------- |
| 2019     | 22'09"23  | Firenze           | 15-6-2019 |             |
| 2017     | 21'56"50  | Modena            | 23-9-2017 |             |
| 2016     | 23'51"50  | Cinisello Balsamo | 24-9-2016 |             |
| 2015     | 22'46"46  | Jesolo            | 26-9-2015 |             |
| 2014     | 23'30"62  | Milano            | 27-9-2014 |             |
| 2013     | 24'30"0 m | Rieti             | 11-5-2013 |             |
| 2012     | 25'18"29  | Firenze           | 29-9-2012 |             |

### Marcia 20 km
| Stagione | Tempo    | Luogo       | Data       | Rank. Mond. |
| -------- | -------- | ----------- | ---------- | ----------- |
| 2023     | 1h36'35" | Alessandria | 15-10-2023 |             |
| 2022     | 1h36'31" | Grottammare | 16-10-2022 |             |
| 2021     | 1h37'32" | La Coruña   | 5-6-2021   |             |
| 2019     | 1h30'35" | Cassino     | 24-2-2019  |             |
| 2018     | 1h33'33" | Roma        | 4-3-2018   |             |
| 2017     | 1h33'32" | Bydgoszcz   | 16-7-2017  |             |
| 2016     | 1h38'22" | Cassino     | 20-3-2016  |             |
| 2015     | 1h41'55" | Cassino     | 29-3-2015  |             |

## Palmarès
| Anno | Manifestazione                       | Sede       | Evento          | Risultato | Prestazione | Note |
| ---- | ------------------------------------ | ---------- | --------------- | --------- | ----------- | ---- |
| 2013 | Mondiali allievi                     | Donec'k    | 5000 m marcia   | 17ª       | 24'52"98    |      |
| 2014 | Mondiali juniores                    | Eugene     | 10 000 m marcia | 13ª       | 47'24"48    |      |
| 2015 | Europei juniores                     | Eskilstuna | 10 000 m marcia | 9ª        | 46'21"49    |      |
| 2016 | Campionati del Mediterraneo under 23 | Tunisi     | 10 000 m marcia | 7ª        | 48'28"40    |      |
| 2017 | Europei under 23                     | Bydgoszcz  | 20 km marcia    | 5ª        | 1'33"32     |      |
| 2018 | Mondiali di marcia a squadre         | Taicang    | Marcia 20 km    | 33ª       | 1'33"40     |      |
| 2018 | Campionati del Mediterraneo under 23 | Jesolo     | 10 000 m marcia | 5ª        | 47'58"00    |      |

## Campionati nazionali
- 1 volta campionessa italiana assoluta della marcia 20 km (2019)
- 1 volta campionessa italiana under 23 della marcia 3000 metri indoor (2018)
- 1 volta campionessa italiana juniores della marcia 10 000 metri (2014)

2012
- 4ª ai campionati italiani allievi, 5000 metri marcia - 25'18"29

2013
- Squalificata ai campionati italiani allievi, 5000 metri marcia

2014
- 7ª ai campionati italiani juniores indoor, 3000 metri marcia - 14'10"60
- Oro ai campionati italiani juniores, 10 000 metri marcia - 49'27"02

2015
- Argento ai campionati italiani juniores indoor, 3000 metri marcia - 13'35"56
- Squalificata ai campionati italiani juniores, 10 000 metri marcia

2016
- Argento ai campionati italiani under 23 indoor, 3000 metri marcia - 13'18"22
- Squalificata ai campionati italiani assoluti indoor, 3000 metri marcia
- Squalificata ai campionati italiani under 23, 10 000 metri marcia
- Squalificata ai campionati italiani assoluti, 10 km marcia

2017
- Argento ai campionati italiani under 23 indoor, 3000 metri marcia - 13'40"82
- 4ª ai campionati italiani assoluti, 3000 metri marcia - 13'04"18
- Argento ai campionati italiani under 23, 10 000 metri marcia - 46'50"17

2018
- Oro ai campionati italiani under 23 indoor, 3000 metri marcia - 13'04"21
- Argento ai campionati italiani assoluti indoor, 3000 metri marcia - 12'37"11
- Argento ai campionati italiani assoluti di marcia 20 km - 1h33'33"

2019
- Argento ai campionati italiani assoluti indoor, 3000 metri marcia - 12'44"2
- Oro ai campionati italiani assoluti di marcia 20 km - 1h30'35"

2024
- Argento ai campionati italiani assoluti di marcia 20 km (Frosinone), marcia 20 km - 1h35'02"

## Altre competizioni internazionali
2014
- 13ª alla coppa del mondo di marcia ( Taicang, 4 maggio 2014), 10 km marcia - 47'37"

2015
- 8ª alla coppa europa juniores di marcia ( Murcia, 17 maggio 2015), 10 km marcia - 48'46"

2019
- 6ª alla coppa Europa di marcia ( Alytus), 20 km marcia - 1'31"30